# Acrantophis dumerili
Acrantophis dumerili, comumente conhecida como boa de Dumeril, é uma espécie de cobra não venenosa da família Boidae . A espécie é endêmica de Madagascar . Nenhuma subespécie é reconhecida atualmente.

## Etimologia
O nome específico, dumerili, é uma homenagem ao herpetólogo francês André Marie Constant Duméril .